# Júlia Biszák
Júlia Biszák (Pančevo, 18. siječnja 1950.), poznata i kao Júlia Biszák Sárkány ili Julia Hartig, mađarska je operna pjevačica iz Vojvodine.

## Životopis
Rođena je u Vojlovici u kalvinističkoj obitelji. Sakupljač narodnih pjesama Ernő Király pomogao joj je u karijeri.
Dugi niz godina je radila u novosadskoj operi.
Živjela je u Australiji 1990-ih.

## Glavne uloge
Júlia Biszák nastupila je u brojnim operama: 
- Smetana: Prodana nevjesta
- Charles Gounod: Faust
- Grofica Marica
- Kraljica Čardaša
- Boemski život – Musette